# Пулитцеровская премия за карикатуру
Пулитцеровская премия за карикатуру (англ. Pulitzer Prize for Editorial Cartooning) — номинация Пулитцеровской премии, созданная в 1922 году для поощрения выдающихся примеров политической и авторской карикатуры.

## История
Джозеф Пулитцер ценил жанр карикатуры за возможность выражать мнение автора с помощью одновременно и текста, и рисунка. Однако изначально учреждённая в его честь награда не имела такой номинации. Тем не менее карикатуры, дополняющие статьи и наглядно демонстрирующие редакторскую позицию, являлись традиционным жанром американской прессы. И уже через пять лет после основания награды по инициативе Джозефа Пулитцера-младшего совет премии ввёл соответствующую категорию. Она была ориентирована на работы, опубликованные в американских газетах и журналах, чётко передающие идею автора благодаря качественному рисунку и выдающемуся графическому стилю, а также несущие пользу обществу.
В 2007 году Пулитцеровскую премию за карикатуру впервые вручили за проект, представленный одновременно и в виде рисунка, и в виде анимации, что подчеркнуло роль нового формата в современной журналистике. Об этом же свидетельствуют критерии отбора финалистов:

За выдающуюся карикатуру или портфолио карикатур, характеризующиеся оригинальностью, редакционной эффективностью, качеством рисунка и художественным эффектом; опубликованные в виде рисунка, анимации или в двух форматах.Оригинальный текст (англ.)For a distinguished cartoon or portfolio of cartoons, characterized by originality, editorial effectiveness, quality of drawing and pictorial effect, published as a still drawing, animation or both.

## Лауреаты
| Год  | Лауреат                               | Издание                                  | Комментарий |
| ---- | ------------------------------------- | ---------------------------------------- | --- |
| 1922 | Роллин Кирби                          | New York World                           | За карикатуру «По дороге на Москву» (англ. On the Road to Moscow). |
| 1923 | Не вручалась                          | Не вручалась                             | Не вручалась |
| 1924 | Джей Норвуд Дарлинг                   | Des Moines Register & Tribune            | За карикатуру «В старом добром США» (англ. In Good Old USA). |
| 1925 | Роллин Кирби                          | New York World                           | За карикатуру «Новости из внешнего мира» (англ. News from the Outside World). |
| 1926 | Дэниел Фицпатрик                      | St. Louis Post-Dispatch                  | За карикатуру «Законы Моисея и законы сегодняшнего дня» (англ. The Laws of Moses and the Laws of Today). |
| 1927 | Нельсон Хардинг                       | Brooklyn Eagle                           | За карикатуру «Свержение идола» (англ. Toppling the Idol). |
| 1928 | Нельсон Хардинг                       | Brooklyn Eagle                           | За карикатуру «Пусть его тень никогда не станет меньше» (англ. May His Shadow Never Grow Less). |
| 1929 | Роллин Кирби                          | New York World                           | За карикатуру «Таммани» (англ. Tammany). |
| 1930 | Чарльз Р. Макаули                     | Brooklyn Eagle                           | За карикатуру «Плата за мёртвую лошадь» (англ. Paying for a Dead Horse). |
| 1931 | Эдмунд Даффи                          | Baltimore Sun                            | За карикатуру «Старое противостояние ещё продолжается» (англ. An Old Struggle Still Going On). |
| 1932 | Джон Т. Маккатчон                     | Chicago Tribune                          | За карикатуру «Мудрый экономист задаёт вопрос» (англ. A Wise Economist Asks a Question). |
| 1933 | Х. М. Талбурт                         | Washington Daily News                    | За карикатуру «Свет Азии» (англ. The Light of Asia). |
| 1934 | Эдмунд Даффи                          | Baltimore Sun                            | За карикатуру «Калифорнийские проблемы с гордостью» (англ. California Points with Pride!). |
| 1935 | Росс Льюис                            | Milwaukee Journal Sentinel               | За карикатуру «Конечно, я буду работать на обе стороны» (англ. Sure, I'll Work for Both Sides). |
| 1936 | Не вручалась                          | Не вручалась                             | Не вручалась |
| 1937 | Кларенс Даниэль Бэтчелор              | New York Daily News                      | За карикатуру «Заходи, я позабочусь о тебе хорошо. Я знала твоего отца» (англ. Come on in, I'll treat you right. I used to know your Daddy). |
| 1938 | Вон Шумейкер                          | Chicago Daily News                       | За карикатуру «Дорога назад» (англ. The Road Back). |
| 1939 | Чарльз Вернер                         | The Oklahoman                            | За карикатуру «Номинация 1938 года» (англ. Nomination for 1938). |
| 1940 | Эдмунд Даффи                          | Baltimore Sun                            | За карикатуру «Протянутая рука» (англ. The Outstretched Hand). |
| 1941 | Джейкоб Бёрк                          | Chicago Daily Times                      | За карикатуру «Если мне суждено умереть прежде, чем проснусь» (англ. If I Should Die Before I Wake). |
| 1942 | Герберт Лоуренс Блок                  | Newspaper Enterprise Association         | За карикатуру «Британский самолёт» (англ. British Plane). |
| 1943 | Джей Норвуд Дарлинг                   | Des Moines Register                      | За карикатуру «Какое место для кампании по утилизации макулатуры» (англ. What a Place For a Waste Paper Salvage Campaign). |
| 1944 | Клиффорд К. Берриман                  | Washington Star                          | За карикатуру «Куда движется лодка?» (англ. But Where Is the Boat Going?). |
| 1945 | Билл Молдин                           | United Feature Syndicate, Inc.           | За выдающуюся работу карикатуриста, примером чего служит изображение под названием «Бодрых, энергичных американских солдат, воодушевлённых победой, приводят к тысячам голодных, потрёпанных, изнурённых сражениями заключённых» из серии «На передовой с Молдином» (англ. Up Front With Mauldin).                                                                                                   |
| 1946 | Брюс Александр Рассел                 | Los Angeles Times                        | За карикатуру «Время преодолеть это ущелье» (англ. Time to Bridge That Gulch). |
| 1947 | Вон Шумейкер                          | Chicago Daily News                       | За карикатуру «Всё ещё гонится за своей тенью» (англ. Still Racing His Shadow). |
| 1948 | Рувим Люциус Гольдберг                | New York Sun                             | За карикатуру «Мир сегодня» (англ. Peace Today). |
| 1949 | Луций Кертис Пиз                      | Newark Evening News                      | За карикатуру «Кто, я?» (англ. Who Me?). |
| 1950 | Джеймс Т. Берриман                    | Evening Star                             | За карикатуру «Всё готово для сверхсекретного заседания в Вашингтоне» (англ. All Set for a Super-Secret Session in Washington). |
| 1951 | Реджинальд Мэннинг                    | Arizona Republic                         | За карикатуру «Шляпы» (англ. Hats). |
| 1952 | Фред Л. Пэкер                         | New York Mirror                          | За карикатуру «Ваши редакторы должны иметь больше здравого смысла, нежели печатать то, что я говорю!» (англ. Your Editors Ought to Have More Sense Than to Print What I Say!). |
| 1953 | Эдвард Д. Кукес                       | Cleveland Plain Dealer                   | За карикатуру «Последствия» (англ. Aftermath). |
| 1954 | Герберт Лоуренс Блок                  | The Washington Post & Times-Herald       | За карикатуру с изображением облачённой в мантию фигуры Смерти, говорящей мёртвому Сталину: «Ты всегда был моим большим другом, Иосиф». |
| 1955 | Дэниел Р. Фицпатрик                   | The Washington Post                      | За карикатуру, опубликованную 8 июня 1954 года, под названием «Как ещё одна ошибка поможет?» (англ. How Would Another Mistake Help?). Рисунок изображает Дядюшку Сэма со штыковой винтовкой в руке, размышляющего, стоит ли переходить чёрное болото с надписью «Французские ошибки в Индокитае». Награду присудили за выдающуюся работу господина Фицпатрика как в 1954 году, так и за всю карьеру. |
| 1956 | Роберт Йорк                           | Louisville Times                         | За карикатуру «Ахиллес» (англ. Achilles), которая изображает раздутую фигуру американского процветания, сужающуюся к слабой пяте с надписью «Цены на ферму». |
| 1957 | Томас Литтл                           | Nashville Tennessean                     | За карикатуру «Интересно, почему мои родители не сделали мне укол Солка?» (англ. Wonder Why My Parents Didn't Give Me Salk Shots?). Опубликовано 12 января 1956 года. |
| 1958 | Брюс Маккинли Шенкс                   | Buffalo Evening News                     | За карикатуру «Мыслитель» (англ. The Thinker), опубликованную 10 августа 1957 года. Рисунок иллюстрирует дилемму членства в профсоюзах, с которой столкнулись лидеры рэкета в некоторых профсоюзах. |
| 1959 | Билл Молдин                           | St. Louis Post-Dispatch                  | За карикатуру «Я получил Нобелевскую премию по литературе. В чём твоё преступление?» (англ. I won the Nobel Prize for Literature. What was your crime?). Опубликовано 30 октября 1958 года. |
| 1960 | Не вручалась                          | Не вручалась                             | Не вручалась |
| 1961 | Кэри Орр                              | Chicago Tribune                          | За карикатуру «Добрый тигр» (англ. The Kindly Tiger). Опубликовано 8 октября 1960 года. |
| 1962 | Эдмунд С. Вальтман                    | Hartford Times                           | За карикатуру «Что тебе нужно, друг, так это революция как у меня» (англ. What You Need, Man, Is a Revolution Like Mine). Опубликовано 31 августа 1961 года. |
| 1963 | Франк Миллер                          | Des Moines Register                      | За карикатуру, которая изображает планету, разрушенную одной лохматой фигурой, вопрошающей другую: «Я сказал, мы точно уладили этот конфликт, не так ли?!» (англ. I said we sure settled that dispute, didn't we!). |
| 1964 | Пол Конрад                            | Denver Post                              | За карикатуры прошлого года. |
| 1965 | Не вручалась                          | Не вручалась                             | Не вручалась |
| 1966 | Дон Райт                              | Miami News                               | За карикатуру «Ты хочешь сказать, что блефовал?» (англ. You Mean You Were Bluffing?). |
| 1967 | Патрик Б. Олифант                     | Denver Post                              | За карикатуру «Они не доставят нас к столу переговоров… Не так ли?» (англ. They Won't Get Us To The Conference Table...Will They?). Опубликовано 1 февраля 1966 года. |
| 1968 | Юджин Грей Пейн                       | Charlotte Observer                       | За карикатуры 1967 года. |
| 1969 | Джон Фишетти                          | Chicago Daily News                       | За карикатуры 1968 года. |
| 1970 | Томас Ф. Дарси                        | Newsday                                  | За карикатуры 1969 года. |
| 1971 | Пол Конрад                            | Los Angeles Times                        | За карикатуры 1970 года. |
| 1972 | Джеффри К. МакНелли                   | Richmond News-Leader                     | За карикатуры 1971 года. |
| 1973 | Не вручалась                          | Не вручалась                             | Не вручалась |
| 1974 | Пол Сзеп                              | Boston Globe                             | За карикатуры 1973 года. |
| 1975 | Гарри Трюдо                           | Universal Press Syndicate                | За комикс-стрип Doonesbury. |
| 1976 | Тони Аут                              | Philadelphia Inquirer                    | За карикатуру «Прекрасна, в вольности небес, неся янтарь полей» (англ. O beautiful for spacious skies, For amber waves of grain). Опубликовано 22 июля 1975 года. |
| 1977 | Пол Сзеп                              | Boston Globe                             | |
| 1978 | Джеффри К. МакНелли                   | Richmond News Leader                     | |
| 1979 | Герберт Лоуренс Блок                  | Washington Post                          | За проделанную работу. |
| 1980 | Дон Райт                              | Miami News                               | |
| 1981 | Майк Питерс                           | Dayton Daily News                        | |
| 1982 | Бен Сарджент                          | Austin American-Statesman                | |
| 1983 | Ричард Лочер                          | Chicago Tribune                          | |
| 1984 | Пол Конрад                            | Los Angeles Times                        | |
| 1985 | Джефф МакНелли                        | Chicago Tribune                          | |
| 1986 | Джулс Файффер                         | Village Voice                            | |
| 1987 | Беркли Бризед                         | Washington Post Writers Group            | |
| 1988 | Даг Марлетт                           | Atlanta Constitution, Charlotte Observer | |
| 1989 | Джек Хиггинс                          | Chicago Sun-Times                        | |
| 1990 | Том Тоулз                             | Buffalo News                             | За работы в течение года, примером которых служит карикатура «Первая поправка» (англ. First Amendment). |
| 1991 | Джим Боргман                          | Cincinnati Enquirer                      | |
| 1992 | Сигн Уилкинсон                        | Philadelphia Daily News                  | |
| 1993 | Стивен Бенсон                         | Arizona Republic                         | |
| 1994 | Майкл Рамирес                         | Commercial Appeal                        | За колкие карикатуры о современных проблемах. |
| 1995 | Майк Лукович                          | Atlanta Constitution                     | |
| 1996 | Джим Морен                            | Miami Herald                             | |
| 1997 | Уолт Хендельсман                      | Times-Picayune                           | |
| 1998 | Стивен Брин                           | Asbury Park Press                        | |
| 1999 | Дэвид Хорси                           | Seattle Post-Intelligencer               | |
| 2000 | Джоэл Петт                            | Lexington Herald-Leader                  | |
| 2001 | Энн Тельнес                           | Los Angeles Times Syndicate              | |
| 2002 | Клей Беннетт                          | Christian Science Monitor                | |
| 2003 | Дэвид Хорси                           | Seattle Post-Intelligencer               | За проницательные карикатуры, выполненные в характерном стиле и с долей юмора. |
| 2004 | Мэтт Дэвис                            | Journal News                             | За проницательные карикатуры на разную тематику, нарисованные в свежем и оригинальном стиле. |
| 2005 | Ник Андерсон                          | Courier-Journal                          | За необычный графический стиль, который передаёт чрезвычайно мощные и наполненные смыслом сообщения. |
| 2006 | Майк Лукович                          | Atlanta Journal-Constitution             | За впечатляющие карикатуры на разную тематику, выполненные в простом, но колком стиле. |
| 2007 | Уолт Хендельсман                      | Newsday                                  | За резкие, утончённые карикатуры и впечатляющее использование комической анимации. |
| 2008 | Майкл Рамирес                         | Investor's Business Daily                | За провокационные карикатуры, которые строятся на оригинальности, юморе и детальном артистизме. |
| 2009 | Стив Брин                             | San Diego Union-Tribune                  | За ловкое использование классического стиля при создании разнообразных карикатур, которые привлекают читателей энергией, доходчивостью и юмором. |
| 2010 | Марк Фиоре                            | опубликовано на портале SFGate.com       | За карикатуры, опубликованные на сайте San Francisco Chronicle (SFGate.com), в которых способность автора выделять суть сложных современных проблем, его жалящее остроумие и обширные познания задают высокие стандарты для новой формы комментария. |
| 2011 | Майк Киф                              | Denver Post                              | За карикатуры на разную тематику, которые используют лёгкий, выразительный стиль, чтобы передать мощные, остроумные посылы. |
| 2012 | Мэтт Вюркер                           | Politico                                 | За неизменно свежие, забавные карикатуры, которые особенно запомнились благодаря памфлетам о партизанском конфликте, охватившем Вашингтон. |
| 2013 | Стив Сак                              | Star Tribune                             | За разнообразную коллекцию карикатур, использующих оригинальный стиль и остроумные идеи, чтобы подчеркнуть безошибочную точку зрения автора. |
| 2014 | Кевин Сайерс                          | Charlotte Observer                       | За подталкивающие к размышлениям карикатуры, нарисованные остроумно и в смелом художественном стиле. |
| 2015 | Адам Зиглис                           | Buffalo News                             | Адам Зиглис, который использовал сильные образы, чтобы достучаться до читателей, и одновременно представлял многослойный смысл в нескольких словах. |
| 2016 | Джек Оман                             | Sacramento Bee                           | За карикатуры, которые представляют извращённые, печальные перспективы посредством утончённого стиля, объединяющего смелые линии с аккуратными текстурами и цветовой гаммой. |
| 2017 | Джим Морен                            | Miami Herald                             | За карикатуры, которые представляют неприятные перспективы посредством безупречного мастерства, колкой прозы и свежего остроумия. |
| 2018 | Джейк Хэлперн, Майкл Слоун            | New York Times                           | За эмоционально мощную серию работ, представленную в графической нарративной форме и описывающую ежедневные трудности реальной семьи беженцев и её страх депортации. |
| 2019 | Даррин Белл                           | New Yorker                               | За красивые и смелые карикатуры, которые затрагивают проблемы лишения общин гражданских прав, обличают ложь, лицемерие и мошенничество в политической неразберихе, окружающей администрацию Трампа. |
| 2020 | Внештатный мультипликатор Барри Блитт | —                                        | За работу, высмеивающую деятелей и политиков Белого дома Дональда Трампа, в обманчиво приторном акварельном стиле c, казалось бы, нежными карикатурами. (Добавлено к участию Советом премии). |